# Grischa Janorschke
Grischa Janorschke (Altenkunstadt, 30 mei 1987) is een Duits voormalig wielrenner die in 2016 zijn carrière afsloot bij Team Roth.

## Belangrijkste overwinningen
2007
1e etappe Ronde van Thüringen (ploegentijdrit)
2010
3e etappe Ronde van Seoul
2011
1e etappe Grote Prijs van Sotsji
2013
Puntenklassement Ronde van Beieren
2014
5e etappe Ronde van China I

## Resultaten in voornaamste wedstrijden
| Jaar | Parijs-Roubaix |
| ---- | -------------- |
| 2012 | opgave         |

## Ploegen
- 2007 –  Continental Team Milram
- 2008 –  Continental Team Milram
- 2009 –  FC Rheinland-Pfalz/Saar Mainz (tot 18-3)
- 2009 –  Team Nutrixxion Sparkasse (vanaf 3-4)
- 2010 –  Team Nutrixxion Sparkasse
- 2011 –  Team Nutrixxion Sparkasse
- 2012 –  Team NetApp
- 2013 –  Nutrixxion ABUS
- 2014 –  Team Vorarlberg
- 2015 –  Team Vorarlberg
- 2016 –  Team Roth

Baillifard · Baldo · Belda · Brüngger · Bussard · Cecchin · D'Urbano · Gaday · Janorschke · Jaun · Kohler · Krizek · Marguet · Page · Pasche · Pasqualon · Pires · Stüssi · Thalmann · Toffali · Tomio · Vaccher · Zampilli · Zordan